# Rhynchophora
Rhynchophora är ett släkte av tvåhjärtbladiga växter. Rhynchophora ingår i familjen Malpighiaceae.
Kladogram enligt Catalogue of Life:
| Rhynchophora | \| \| Rhynchophora humbertii \| \| \| \| \| \| Rhynchophora phillipsonii \| \| \| \| |
|              | \| \| Rhynchophora humbertii \| \| \| \| \| \| Rhynchophora phillipsonii \| \| \| \| |
|              | Rhynchophora humbertii                                                               |
|              |                                                                                      |
|              | Rhynchophora phillipsonii                                                            |
|              |                                                                                      |